# Подгорная (Шенкурский район)
Подго́рная — деревня в Шенкурском районе Архангельской области. Входит в состав муниципального образования «Усть-Паденьгское».

## География
Деревня расположена в южной части Архангельской области, в таёжной зоне, в пределах северной части Русской равнины, в 35 километрах на юг от города Шенкурска, на левом берегу реки Паденьга, притока Ваги. Ближайшие населённые пункты: на востоке деревни Алешковская, Жилинская и Васильевская.
Часовой пояс
Подгорная, как и вся Архангельская область, находится в часовой зоне МСК (московское время). Смещение применяемого времени относительно UTC составляет +3:00.

## Население
| 2002 | 2010 | 2012 |
| ---- | ---- | ---- |
| 15   | ↘8   | ↗10  |

## История
Указана в «Списке населённых мест по сведениям 1859 года» в составе Шенкурского уезда(1-го стана) Архангельской губернии под номером «2042» как «Подгорная». Насчитывала 9 дворов, 24 жителя мужского пола и 34 женского.
В «Списке населенных мест Архангельской губернии к 1905 году» деревня Подгорная насчитывает 15 дворов, 62 мужчины и 62 женщины.  В административном отношении деревня входила в состав Устьпаденгского сельского общества Устьпаденгской волости.
На 1 мая 1922 года в поселении 22 двора, 50 мужчин и 67 женщин.